# Bernardia axillaris
Bernardia axillaris är en törelväxtart som först beskrevs av Spreng., och fick sitt nu gällande namn av Johannes Müller Argoviensis. Bernardia axillaris ingår i släktet Bernardia och familjen törelväxter.

## Underarter
Arten delas in i följande underarter:
- B. a. axillaris
- B. a. houlletiana
- B. a. scabrida